# 木卫四协议
《木衛四協議》是一款由Striking Distance Studios开发，魁匠團发行的生存恐怖游戏，于2022年12月2日在PlayStation 4、PlayStation 5、Windows、Xbox One和Xbox Series X/S平台发行。游戏由死亡空间系列主创格伦·斯科菲尔德担任监制。
卡利斯托協議是巴哈姆特電玩資訊站暫譯，木衛四協議才是正確的官方命名。

## 评价
根据评论汇总网站Metacritic的统计，《木卫四协议》获得了“褒贬不一”的评价。